# Coenosia vesicicauda
Coenosia vesicicauda är en tvåvingeart som beskrevs av Zheng, Xue och Tong 2004. Coenosia vesicicauda ingår i släktet Coenosia och familjen husflugor. Inga underarter finns listade i Catalogue of Life.